# Johan Daniel Herholdt (læge)
 Denne artikel bør gennemlæses af en person med fagkendskab for at sikre den faglige korrekthed.
    Artiklens sidste del bør sandsynligvis ryddes op i

 Der er flere personer med dette navn, se Johan Daniel Herholdt.
Johan Daniel Herholdt (født 10. juli 1764 i Aabenraa, død 18. februar 1836 i København) var en dansk læge og professor.
Herholdt lærte kirurgien hos sin fader og begyndte sine studier i København 1783; 1785 tog han eksamen ved Theatrum anatomico-chirurgicum, som kort efter nedlagdes, og han fortsatte da ved kirurgisk akademi samtidig med, at han trådte i Søværnets tjeneste. 1787 blev han reservekirurg i flåden og amanuensis hos Henrich Callisen, og 1789 tog han eksamen ved kirurgisk akademi.
I 1793 prisbelønnedes en af ham skrevet afhandling af universitetet, skønt han manglede akademisk borgerret. Flere tidligere arbejder havde vakt opsigt, og han udfoldede nu en rig litterær virksomhed, der behandlede videnskabens mest moderne spørgsmål. Herholdt var således en ivrig talsmand for vaccinationen.
I 1798 blev han medlem af Videnskabernes Selskab. Hidtil havde Herholdt hørt til kirurgernes ulærde lav, men han lod sig indskrive ved universitetet og tog straks efter (1802) den medicinske doktorgrad med De vita in primis foetus humani ejusque morte sub partu ("Om det menneskelige fosters liv og især dets død under fødslen"), en afhandling på latin, der oversattes til tysk og vakte stor opsigt udenlands.
Kort efter prisbelønnede det franske Nationalinstitut et af Herholdt og Rafn skrevet arbejde om vintersøvnen. I 1805 blev Herholdt ekstraordinær professor i medicin, 1808 medlem af Sundhedskollegiet, 1818 ordentlig professor og 1819 overmedikus ved Frederiks Hospital. I denne stilling gjorde han dog ikke fyldest, Klinikken havde han aldrig givet sig synderlig af med, og hans lettroenhed bragte ham til at strande.
Nægtes kan det dog ikke, at han også indførte forbedringer, navnlig af hygiejnisk art, i hospitalsplejen. Hertil kom også, at Herholdt med iver dyrkede medicinens historie, som jo lå den praktiske medicin fjernt. På sårende måde nægtede man Herholdt forlængelse af hans funktionstid. Som person var Herholdt alt for skattet til, at dette kunde skade ham. Ingen drog hans videnskabelige redelighed i tvivl.
Hans Arkiv for Lægevidenskabens Historie i Danmark og de med Mansa udgivne Samlinger til den danske Medicinalhistorie har blivende betydning. Herholdts humanitære interesser gav sig udslag i dannelsen af Selskabet til Druknedes Redning (1796), hvis første direktør Herholdt var.
Herholdt blev etatsråd 1828, Ridder af Dannebrog 1815 og Dannebrogsmand 1834. Han er begravet på Assistens Kirkegård. Han er portrætteret på malerier af C.A. Jensen 1824 og 1827 (familieeje) og 1835 (Statens Museum for Kunst) og af David Monies 1832 (Rigshospitalet). Kopi af sidstnævnte ved C.A. Jensen 1836 (Frederiksborgmuseet). Miniature fra omtrent 1789 er i familieeje.